# Paul Desenne
Paul Xavier Desenne Hable (Caracas, 7 de diciembre de 1959 - Boston, 20 de mayo de 2023), conocido como Paul Desenne, fue un violonchelista y compositor venezolano.

## Biografía
Desenne nació y se crio en Caracas. En 1977 fue miembro fundador de la Orquesta Sinfónica Simón Bolívar. Posteriormente estudió composición durante 11 años en París.
El principal instrumento de Desenne es el violonchelo. Ganó el primer premio en interpretación de violonchelo en el Conservatorio Nacional Superior de París. Después de regresar de París, Desenne se unió a la Orquesta Sinfónica Simón Bolívar y fue compositor residente de El Sistema.
En 2002, Desenne se tomó un año sabático de la enseñanza y la interpretación para concentrarse en la composición. Las obras de Desenne se han representado en importantes lugares de todo el mundo, incluido el Lincoln Center y el Carnegie Hall. El de septiembre de 2016 se estrenó en BBC Proms la obra Hipnosis mariposa interpretada por la Orquesta Sinfónica Simón Bolívar, dirigida por Gustavo Dudamel .
En 2006, Desenne se convirtió en miembro del Centro Civitella Ranieri en Umbría, Italia. En 2009 recibió una beca Guggenheim y de 2010 a 2011 fue miembro del Instituto Radcliffe de la Universidad de Harvard.
Escribió una columna semanal sobre música para el diario  El Nacional. Entre 2015 y 2016, fue Compositor Residente de la Orquesta Sinfónica de Alabama.
El 20 de mayo de 2023, Desenne murió de un ataque cardíaco en Boston, Massachusetts, a la edad de 63 años. Le sobrevive su viuda Carmen Liliana Rojas Marulanda.

## Obras
Desenne escribió música instrumental para violonchelo, flauta y otros instrumentos. También escribió una ópera basada en la historia del cultivo del café.
Sus obras incluyen:
- Gurrufío para orquesta de flautas (1997)[3]
- Sonata para flauta solista (2001)[3]
- Jaguar Songs, sonata para violonchelo (2002)[14][6]
- Las dos estaciones del trópico caribeño, concierto para violín (2003)[15]
- Guasa Macabra para flauta y clarinete (2003)[3]
- Sinfonía Burocratica ed'Amazzonica, sinfonía tropical en cinco movimientos (2004)[16]
- Palenkumbé, obertura (2007)[17]
- Gran Cacelorazo, pieza para piano, percusión y cuerdas (2010)[7]
- La Revoltosa, dos obras de cámara para clarinete [7]
- Hipnosis Mariposa (2014)[18][19]
- La vida de Benjamin: una sinfonía de monos (2015)[20]
- Sinfonía n.º 5 (2016)[5]
- Guasamacabra para orquesta (2018)[21]